# Stewart Raffill
Stewart Raffill (Coventry, 27 gennaio 1942) è un regista e sceneggiatore britannico.

## Biografia
Emigrato dal Regno Unito agli Stati Uniti, la sua prima opera come sceneggiatore fu il film Due ragazzi e un leone (1972), della Walt Disney, che aveva come protagonisti Michael Douglas e un'allora sconosciuta Jodie Foster.
Il suo amore per gli animali selvatici è testimoniato dal suo primo film diretto, Quando soffia il vento del nord, storia di un cacciatore che va a vivere a contatto con le tigri.
Philadelphia Experiment, da lui diretto, vinse il premio come miglior film al Fantafestival 1985.

## Filmografia

### Regista
- The Tender Warrior[3] (1971)
- Quando soffia il vento del nord[3] (1974)
- La grande avventura[3] (The Adventures of the Wilderness Family, 1975)
- Oltre le grandi montagne[3] (1976)
- Gli zingari del mare[3] (1978)
- Ad alto rischio[3] (High Risk, 1981)
- I pirati dello spazio[3] (The Ice Pirates, 1984), noto anche come I pirati della galassia
- Philadelphia Experiment (The Philadelphia Experiment, 1984)
- Il mio amico Mac[3] (Mac and Me, 1988)
- Aiuto! Mi sono persa a New York (Mannequin: On the Move, 1991)
- Lost in Africa[3] (1994)
- Tammy e il T-Rex[3] (Tammy and the T-Rex, 1994)
- The New Swiss Family Robinson[3] (1998)
- Grizzly Falls (1999)
- A Month of Sundays (2001)
- Adjustments[3] (2001)
- While You Were Waiting (2002)
- L'isola dei sopravvissuti[3] (Three, 2005)
- Bad Girl Island[3] (2007)
- Standing Ovation[3] (2010)

### Sceneggiatore
- Due ragazzi e un leone (Napoleon and Samantha, 1972)
- Passenger 57 - Terrore ad alta quota (Passenger 57), regia di Kevin Hooks (1992)